# Gladiolus caryophyllaceus
Gladiolus caryophyllaceus är en irisväxtart som först beskrevs av Nicolaas Laurens Nicolaus Laurent Burman, och fick sitt nu gällande namn av Jean Louis Marie Poiret. Gladiolus caryophyllaceus ingår i släktet sabelliljor, och familjen irisväxter. Inga underarter finns listade i Catalogue of Life.